# Sandra Dijon
Sandra Marcelle Dijon, coniugata Gérardin (Fort-de-France, 10 gennaio 1976), è un'ex cestista francese.
Alta 195 cm, giocava come centro.

## Carriera
Con la Francia ha disputato due edizioni dei Campionati mondiali (2002, 2006) e quattro dei Campionati europei (2001, 2003, 2005, 2007).